# Spoorlijn Ychoux - Moustey
De spoorlijn Ychoux - Moustey was een Franse spoorlijn van Ychoux naar Moustey. De lijn was 21,2 km lang.

## Geschiedenis
De lijn werd geopend door de Société des chemins de fer du Born et du Marensin op 26 april 1909. Tot 15 mei 1939 was er personenvervoer en tot 1 maart 1957 goederenvervoer, daarna is de lijn gesloten en opgebroken.

## Aansluitingen
In de volgende plaats is of was er een aansluiting op de volgende spoorlijnen:
Ychoux
RFN 655 000, spoorlijn tussen Bordeaux-Saint-Jean en en Irun
lijn tussen Ychoux en Biscarrosse-Plage